# Thomas Waddingham
Thomas Waddingham, né le 5 avril 2005 à Cairns en Australie, est un footballeur australien qui joue au poste d'avant-centre au Portsmouth FC.

## Biographie

### En club

#### Brisbane Roar
Né à Cairns en Australie, Thomas Waddingham est formé par le club local du Edge Hill United FC, avant de rejoindre Brisbane Roar où il poursuit sa formation.
Il joue son premier match en professionnel avec le Brisbane Roar, le 14 août 2023, à l'occasion d'une rencontre de coupe d'Australie face au Newcastle United Jets FC. Il est titularisé et son équipe s'impose par trois buts à deux après prolongation,. Il inscrit son premier but en professionnel dans cette même compétition le 26 août 2023, face au Sydney United. Titulaire, il participe à la large victoire de son équipe (0-5 score final).
Le 27 octobre 2023, il joue son premier match en A-League, la première division australienne, contre le Sydney FC. Il est titularisé lors de cette rencontre remportée par son équipe par trois buts à zéro.

#### Portsmouth FC
Le 22 janvier 2025, Thomas Waddingham rejoint le Portsmouth FC, club de Championship, la deuxième division anglaise pour un contrat de trois ans et demi, soit jusqu'en juin 2028. 
Il joue son premier match pour Pompey le 25 janvier 2025, lors d'une rencontre de championnat contre West Bromwich, en entrant en jeu à la place de Colby Bishop à la 57e minute et marque à l'occasion son premier but pour le club en s'y reprenant deux fois à bout portant, inscrivant ainsi le seul but de son équipe dans le temps additionnel lors de la défaite (5-1 score final). 

### En sélection
Thomas Waddingham représente l'équipe d'Australie des moins de 20 ans, jouant son premier match avec cette sélection le 14 octobre 2023 face aux Pays-Bas. Il se fait remarquer ce jour-là en marquant également son premier but.

## Statistiques

### Statistiques en club
| Saison                | Club                  | Championnat           | Championnat | Championnat | Championnat | Coupe nationale | Coupe nationale | Coupe nationale | Coupe de la Ligue | Coupe de la Ligue | Coupe de la Ligue | Total | Total | Total |
| Saison                | Club                  | Division              | M.          | B.          | P.d.        | M.              | B.              | P.d.            | M.                | B.                | P.d.              | M.    | B.    | P.d.  |
| 2023-2024             | Brisbane Roar         | A-League              | 23          | 7           | 1           | 5               | 4               | 0               | -                 | -                 | -                 | 28    | 11    | 1     |
| 2024-2025             | Brisbane Roar         | A-League              | 11          | 4           | 1           | 1               | 0               | 0               | -                 | -                 | -                 | 12    | 4     | 1     |
| Sous-total            | Sous-total            | Sous-total            | 34          | 11          | 2           | 6               | 4               | 0               | -                 | -                 | -                 | 40    | 15    | 2     |
| 2024-2025             | Portsmouth FC         | Championship          | 3           | 1           | 0           | 0               | 0               | 0               | 0                 | 0                 | 0                 | 3     | 1     | 0     |
| Total sur la carrière | Total sur la carrière | Total sur la carrière | 37          | 12          | 2           | 6               | 4               | 0               | 0                 | 0                 | 0                 | 43    | 16    | 2     |